# Hailles
Hailles település Franciaországban, Somme megyében. Lakosainak száma 405 fő (2022. január 1.). Hailles Thézy-Glimont, Dommartin, Fouencamps, Moreuil, Rouvrel és Thennes községekkel határos.

## Népesség
A település népességének változása:
| Lakosok száma | 426  | 421  | 420  | 422  | 427  | 429  | 421  | 413  | 405  |
|               | 2013 | 2015 | 2016 | 2017 | 2018 | 2019 | 2020 | 2021 | 2022 |